# Atsumi Tanezaki
Atsumi Tanezaki (種﨑 敦美/種崎 敦美, Tanezaki Atsumi) (née le 27 septembre 1990) est une doubleuse (seiyū) japonaise affiliée chez Toritori Office. Elle est représentée par Tokyo Actor's Consumer's Cooperative Society.

## Biographie
Dans une interview avec Repotama, Tanezaki a révélé qu'elle regardait Sailor Moon. Elle a expliqué que son travail avait un impact et qu'elle est devenue actrice. Elle a eu des emplois à temps partiel après avoir fréquenté le lycée de la préfecture d'Ōita. Dans une interview, elle a déclaré que ses comédiennes vocales préférées sont Miyuki Sawashiro et Mayumi Tanaka. Tanezaki a assisté au concert et a eu l'opportunité de Junko Iwao. Après avoir exprimé son désir d'un événement pour les fans, Iwao a répondu en déclarant qu'elle travaillerait avec elle.
En 2020, Tanezaki a remporté le prix de la meilleure actrice dans un second rôle lors des 14e Seiyu Awards. En 2023, elle a reçu le prix du meilleur acteur dans un second rôle et le prix du meilleur acteur principal lors des 17e Seiyu Awards.

## Filmographie

### Séries d'animation
- 2012 : Le Garçon d'à côté en tant qu'Asako Natsume[5]
- 2012 : Place to Place en tant qu'étudiante
- 2013 : Da Capo III comme Jill Hathaway[6]
- 2013 : Day Break Illusion en tant qu'Itsuki Tendo, Mutsumi Tendo, Nanase Tendo[7]
- 2013 : DD Fist of the North Star en tant que femme au foyer B, femme, Toshi
- 2013 : Dokidoki! PreCure  en tant qu'étudiante, membre du club
- 2013 : Ojarumaru comme écolière, OL, client, Kawaikoharu, Arumi
- 2013 : Samurai Flamenco en tant que garçon, femme de chambre, femme A
- 2013 : Silver Spoon comme Minami Kitamachi, annonceur[8]
- 2013 : WataMote en tant qu'étudiante
- 2014 : Un bon bibliothécaire comme un bon berger en tant que Nagi Kodachi[9]
- 2014 : Hōzuki no Reitetsu en tant que Karashi[10]
- 2014 : À la recherche du futur perdu en tant qu'Yaeko Azuma[11]
- 2014 : Magic Kaito 1412 comme Keiko Momoi[12]
- 2014 : Noragami comme artefact
- 2014 : Ojarumaru comme écolière, femme au foyer, xylophone, tour de dix mille pas
- 2014 : Silver Spoon 2 en tant que vice-présidente, femme B
- 2014 : Terror in Resonance en tant que Lisa Mishima[13]
- 2014 : Tribe Cool Crew en tant qu'Ayumu Itou
- 2014 : World Conquest Zvezda Plot en tant qu'écolière B, commandant de Shabadaba
- 2014 : Wolf Girl et Black Prince en tant que Miho
- 2015 : Death Parade en tant que Mayu Arita[14]
- 2015 : Durarara !! x2 Shou comme Emilia, Yuigadokusonmaru[15],[16]
- 2015 : Gangster. comme Mikhaïl[17]
- 2015 : Monster Musume comme Lilith[18]
- 2015 : Seraph of the End en tant que Sayuri Hanayori[19]
- 2015 : F - The Perfect Insider en tant que Moe Nishinosono[20]
- 2016 : Kaitô Joker 3e saison en tant que Hosshii[21]
- 2016 : Flotte du lycée en tant que Mei Irizaki[22]
- 2016: Mob Psycho 100 en tant que Tome Kurata[23]
- 2016 : Nameko : Sekai no Tomodachi dans le rôle de Love Nameko[24]
- 2016 : Servamp comme Otogiri[25]
- 2016 : Keijo comme Ayase Kurogiri[26]
- 2016 : Sound! Euphonium 2 comme Mizore Yoroizuka[27]
- 2017 : A Centaur's Life en tant que Chigusa Mitama, Chinami Mitama, Chiho Mitama[28]
- 2017 : Mélanger S comme Miu Amano[29]
- 2017 : Terre du brillant comme Neptunite[30]
- 2017 : Nora, princesse et chat errant en tant qu'Yuuki Asuhara[31]
- 2017 : The Ancient Magus Bride en tant que Chise Hatori[32]
- 2018 : Double Decker! Doug et Kiril comme Yuri Fujishiro/"Robot"[33]
- 2018 : Gakuen Babysitters comme Kazuma Mamizuka[34]
- 2018 : Ninja Girl & Samurai Master 3e saison en tant que Chiyome Mochizuki[35]
- 2018 : How Not to Summon a Demon Lord en tant que Klem[36]
- 2018 : Harukana Receive en tant que Claire Thomas[37]
- 2018 : Rascal Does Not Dream of Bunny Girl Senpai dans le rôle de Rio Futaba[38]
- 2019 : Bakugan: Battle Planet en tant que Veronica Venegas[39]
- 2019 : Beastars comme Juno[40]
- 2019 : Circlet Princess comme Chikage Fujimura[41]
- 2019 : Endro ! en tant que femme chevalier[42]
- 2019 : Fairy Gone en tant que Lily Heineman[43]
- 2019 : Fruits Basket en tant qu'Arisa Uotani[44]
- 2019 : Granbelm comme Shingetsu Ernesta Fukami[45]
- 2019 : Kandagawa Jet Girls comme Minato Tsuruno[46]
- 2019 : Sounds of Life comme Satowa Hozuki[47]
- 2019 : Sora no aosa o shiru hito yo comme Chika Otaki[48]
- 2019 : Val × Love comme Skuld[49]
- 2019 : W'z comme Hana[50]
- 2020 : A Certain Scientific Railgun T en tant que Ryouko Kuriba[51], et Doppelganger
- 2020 : Bakugan : Armored Alliance en tant que Veronica Venegas
- 2020 : Dragon Quest : La quête de Dai en tant que Dai[52]
- 2020 : Fruits Basket 2e saison en tant qu'Arisa Uotani
- 2020 : Monster Girl Doctor en tant que Skadi Dragenfelt[53]
- 2020 : Shadowverse comme Kai Ijuin[54]
- 2021 : Beastars Saison 2 en tant que Juno
- 2021 : Demon Slayer: Kimetsu no Yaiba - Arc du quartier des divertissements en tant que Hinatsuru[55]
- 2021 : Dr Stone: Stone Wars en tant que Nikki Hanada[56]
- 2021 : Horimiya comme Miki Yoshikawa[57]
- 2021 : Joran : The Princess of Snow and Blood en tant que Rinko Takemichi[58]
- 2021 : Moi, quand je me suis réincarné en Slime 2e saison en tant que Mjurran[59]
- 2021 : The Ireegular at Magic High School en tant que Shiori Kanō[60]
- 2021 : The Promised Neverland Saison 2 en tant que Mujika[61]
- 2021 : Vivy: Fluorite Eye's Song en tant que Vivy[62]
- 2022 : Arknights: Prélude à l'aube en tant que Dobermann[63]
- 2022 : Beast Tamer en tant que Leanne
- 2022 : Mob Psycho 100 III comme Tome Kurata[64]
- 2022 : My Dress-Up Darling en Sajuna Inui[65]
- 2022 : Nuits avec un chat en tant que Pi-chan[66]
- 2022 : Princesse Connecte ! Re: Plongée Saison 2 comme Chloé[67]
- 2022 : Shin Ikki Tousen comme Asaemon Yamada[68]
- 2022 : Shine Post en tant qu'Eiko Kikuchi[69]
- 2022 : Spy × Family en tant qu'Anya Forger[70]
- 2023 : Bosanimal comme Ran[71]
- 2023 : Dead Mount Death Play Lisa Kuraki[72]
- 2023 : Frieren comme Frieren[73]
- 2023 : A Journey beyond Heaven en tant qu'Aoshima[74]
- 2023 : Mon amie des ténèbres en tant qu'Yukiko Takada[75]
- 2023 : My Hero Academia Saison 6 en tant que Kaina Tsutsumi / Lady Nagant[76]
- 2023 : Nier : Automata Ver1.1a en tant que Lily[77]
- 2023 : The Ancient Magus Bride 2e saison en tant que Chise Hatori[78]
- 2023 : Les Dangers dans mon cœur en tant que Serina Yoshida[79]
- 2023 : Le Sorcier Iceblade dominera le monde en tant que Lydia Ainsworth[80]
- 2023 : Tomo-chan is a Girl ! comme Ogawa[81]
- 2023 : Mémoire sans nom en tant que Tinasha[82]
- 2023 : Yomawari Neko comme Jūrō[83]
- 2023: Les Carnets de l'apothicaire comme Dame Gyokuyo[84]
- 2024 : Terminator Zero
- 2024 : Dead dead demon's dededede destruction en tant que Kiho Kurihara

### OVA
- 2013 : Kamisama Kiss comme Tanuko
- 2013 : Mon petit monstre en tant qu'Asako Natsume
- 2016 : La Mariée de l'ancien mage : ceux qui attendent une étoile en tant que Chise Hatori[85]
- 2018 : Ainsi parlait Kishibe Rohan dans le rôle de Naoko Osato (ép. 2)[86]
- 2021 : L'Épouse de l'ancien mage : le garçon de l'ouest et le chevalier de la brume de montagne en tant que Chise Hatori
- 2021 : Alice Gear Aegis : le cœur bat la chamade ! Grand Prix de la Sirène emballée par l'actrice ! comme Sugumi Kanagata[87]

### ONA
- Hana no Zundamaru (2013)[88]
- Dohiwai Senior Protection Club (2014) en tant que Marie[89]
- Chuuko Video-ya no Onna Tenin X (2016) comme Inari[90]
- JoJo's Bizarre Adventure: Stone Ocean (2021–22) en tant qu'Emporio Alniño[91]
- Évolutions Pokémon (2021) en tant que Malva
- Les 8 manquants (2021) en tant que Maesarc[92]
- Exception (2022) en tant que Patty[93]

### Films d'animation
- Persona 3 The Movie: No. 1, Spring of Birth (2013) en tant que Natsuki Moriyama
- Son! Euphonium: The Movie - Bienvenue dans l'orchestre du lycée Kitauji (2016) en tant que membre de la fanfare
- Pop In Q (2016) en tant que Konatsu Tomodate[94]
- Feux d'artifice (2017) en tant que journaliste
- Servamp -Alice dans le jardin- (2018) comme Otogiri[95]
- Liz et l'oiseau bleu (2018) comme Mizore Yoroizuka[96]
- Yo-kai Watch : Toujours amis en tant que Jack Cobbler
- Grisaia: Phantom Trigger the Animation (2019) en tant que Murasaki[97]
- Rascal ne rêve pas d'une fille qui rêve (2019) en tant que Rio Futaba[98]
- Le bleu du ciel dans ses yeux (2019) en tant que Chika Ōtaki[99]
- High School Fleet: The Movie (2020) en tant que Mei Irizaki
- Mobile Suit Gundam: Hathaway's Flash (2021) en tant que Mace Flower[100]
- Rascal ne rêve pas d'une sœur s'aventurant (2023) en tant que Rio Futaba[101]

### Jeux vidéo
- Da Capo III comme Jill Hathaway, Yoshiyuki Sakurai (enfant)
- Himawari - Galet dans le ciel -
- Overwatch comme Orisa[102]
- Ren'ai 0 Kilomètre Portable en tant qu'Yura Yazaki[103]
- École du talent : SUZU-ROUTE en tant que Haru Kato[104]
- Tayutama : Embrasse ma divinité
- Fire Emblem Echoes: Shadows of Valentia en tant que Faye (Effie au Japon)
- Fire Emblem Heroes dans le rôle de Faye et de Larcei
- Les Idolmaster Cinderella Girls en tant que Kyoko Igarashi
- Destin/Grand Ordre en tant qu'Ophelia Phamrsolone[105]
- Hoshi Ori Yume Mirai dans le rôle d'Ousaka Sora
- Tsujidou-san no Jun'ai Road en tant que Tanaka Hanako
- Maitetsu comme Hachiroku
- Xenoblade Chronicles 2 comme Agate[106]
- Alice Gear Aegis dans le rôle de Sugumi Kanagata[107]
- Nora à Oujo à Noraneko Heart en tant qu'Asuhara Yuuki
- Série Alphadia en tant qu'Enah
- Série Alphadia Genesis en tant qu'Enah / Elize
- Nora, princesse et chat errant en tant qu'Yuki Asuhara
- Azur Lane comme Albacore, Zara, Pola, Jeanne d'Arc
- Sdorica comme Karen Arla Fernandez
- Kirara Fantasia comme Amano Miu
- Arknights comme Blue Poison, Dobermann
- Princesse Connecte ! Re : Plongée comme Hanako Kuroe / Chloé
- Granblue Fantasy comme Vikala, Kai Ijuin[108],[109]
- Yuki Yuna est un héros : Hanayui no Kirameki dans le rôle de Suzume Kagajou
- Sabbat de la sorcière en tant qu'Ayachi Nene
- Senren * Banka en tant que Liechtensteinauer Lena
- Joker de l'énigme en tant que Mitsukasa Ayase
- Série 9-Nine en tant que Niimi Sora
- Frontline des filles en tant que Webley, KAC-PDW
- 13 Sentinelles : Aegis Rim en tant qu'Iori Fuyusaka, Chihiro Morimura
- Magia Record en tant que Sae Kirino[110]
- Valkyrie Connect en tant que créateur divin Kamimusubi
- Seigneur Maglam comme Satyus[111]
- Alchemy Stars en tant que Beryl[112]
- Star Ocean : La Force divine en tant qu'Elena[113]
- Crépuscule Diver 2 comme Le Viada[114]
- Final Fantasy XIV : Endwalker en tant que Meteion
- Counter:Side en tant que Karin Wong
- Xenoblade Chronicles 3 comme Ethel[115]
- Zenless Zone Zero en tant qu'Anby Demara[116]
- Porte des cauchemars en tant que Meruru[117]
- Cookie Run: Kingdom en tant que Black Pearl Cookie
- Sorcière de la Sainte Nuit en tant que Lugh Beowulf[118]
- Déesse de la victoire : Nikke en tant que péché[119]

### Doublage
- Noelle comme Noelle Kringle ( Anna Kendrick )[120]
- Hawkeye comme Kate Bishop ( Hailee Steinfeld )[121]
- La dernière invocatrice en tant que Dora[122]
- Rambo: Last Blood (édition 2022 BS Tokyo) (Gabriela Beltran ( Yvette Monreal ))[123]

### Autres
- Zephyr en tant que sœur de Kal (anime événementiel)
- Mahou Shoujo Ikusei Keikaku Dreamland dans le rôle de Blanche-Neige (CD dramatique)
- Hanikami, Kanojo wa Koi o Suru ～ Hana Mihen comme Neru Shiduki (CD dramatique)[124]